# Баттикалоа (лагуна)
Баттикалоа — лагуна на востоке Шри-Ланки в округе Баттикалоа (Восточная провинция), рядом с одноимённым городом. Площадь — 141 км². Максимальная глубина — 4 метра.
Лагуну питают несколько мелких рек. Она связана с морем узким каналом. Вода лагуны является солоноватой.
Лагуна окружена лесом, скрэбами и заливными полями. Здесь есть морские травы, мангры; для лагуны характерно большое разнообразие водоплавающих птиц.

## Галерея

Баттикалоа
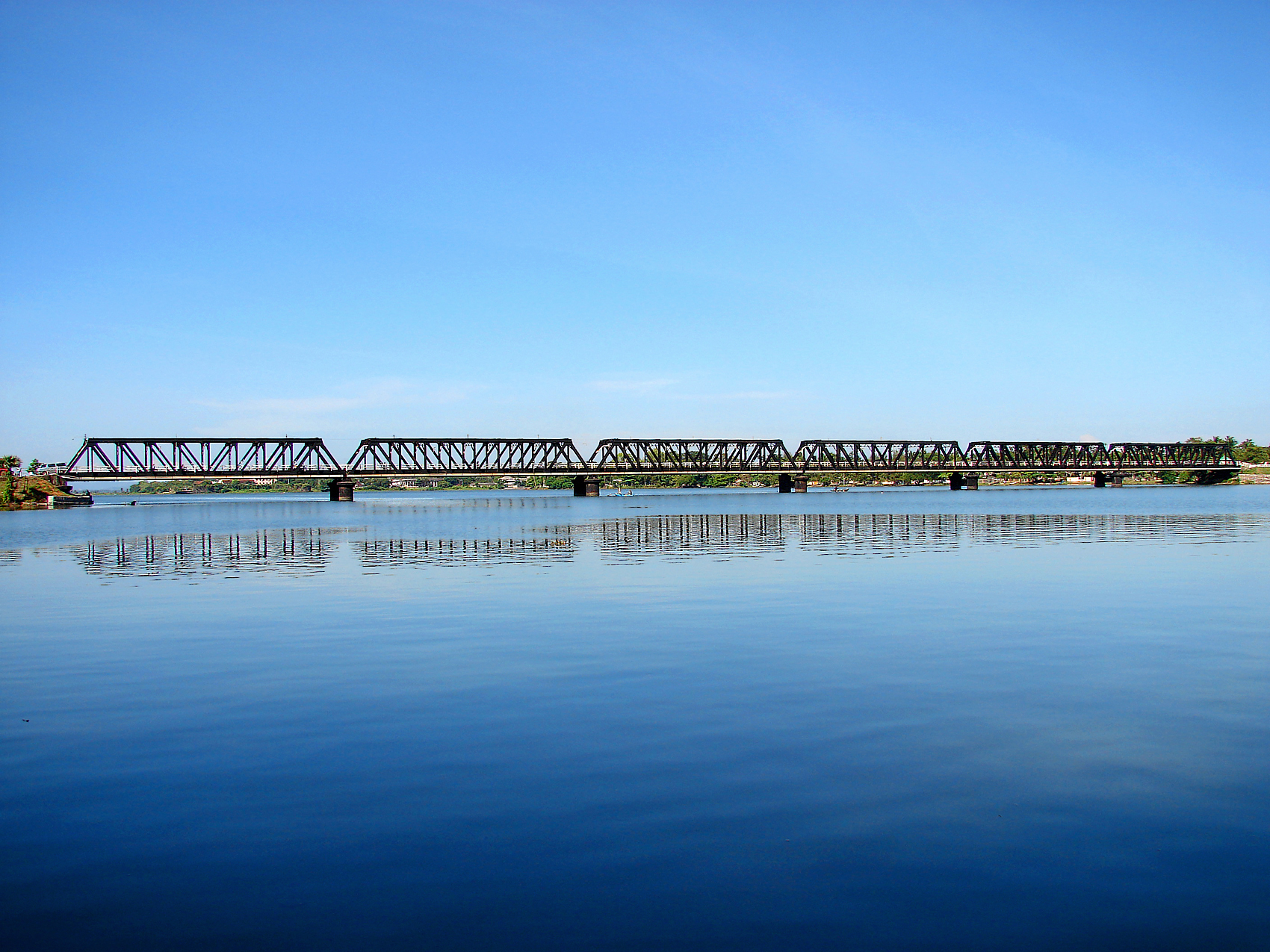
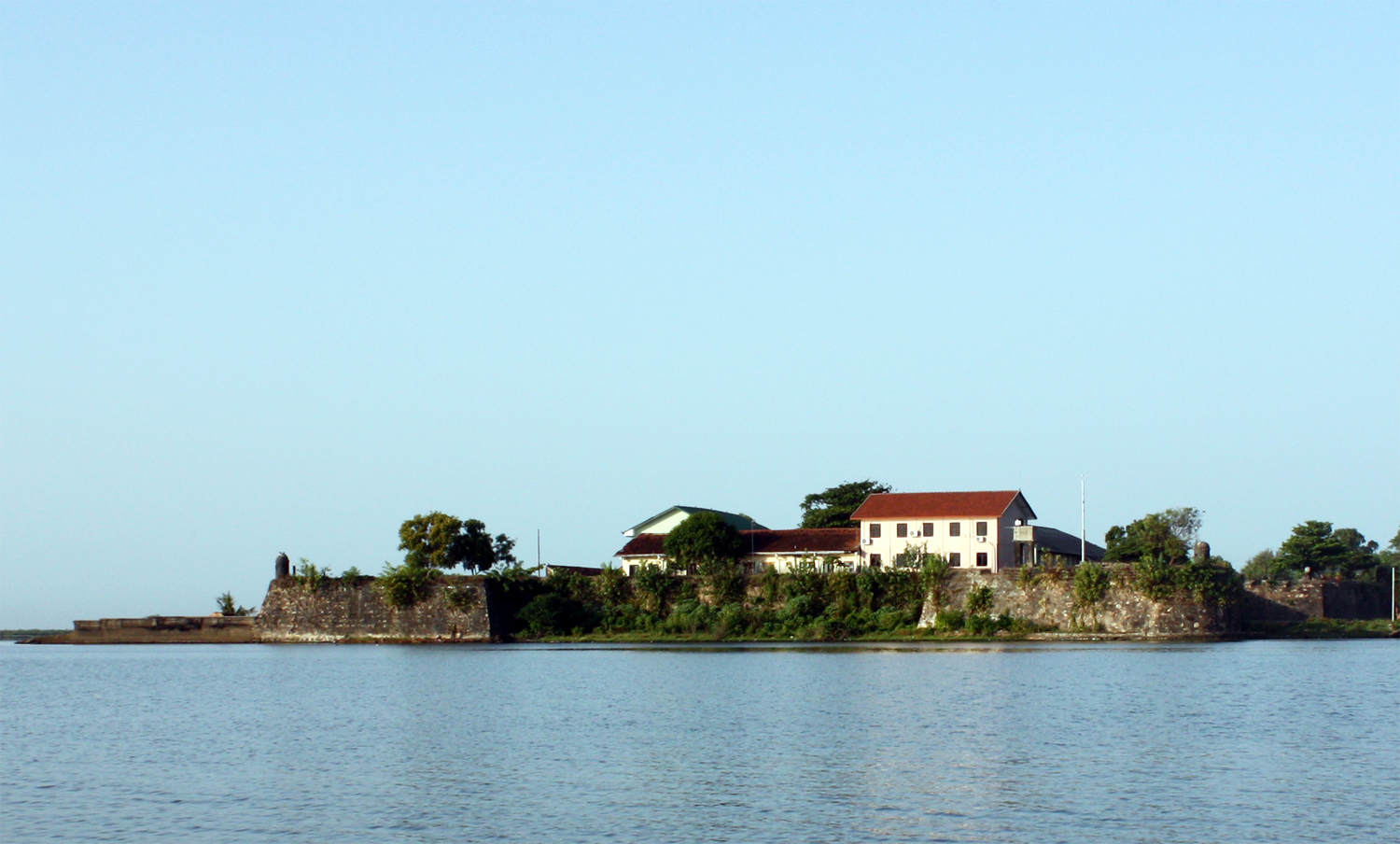
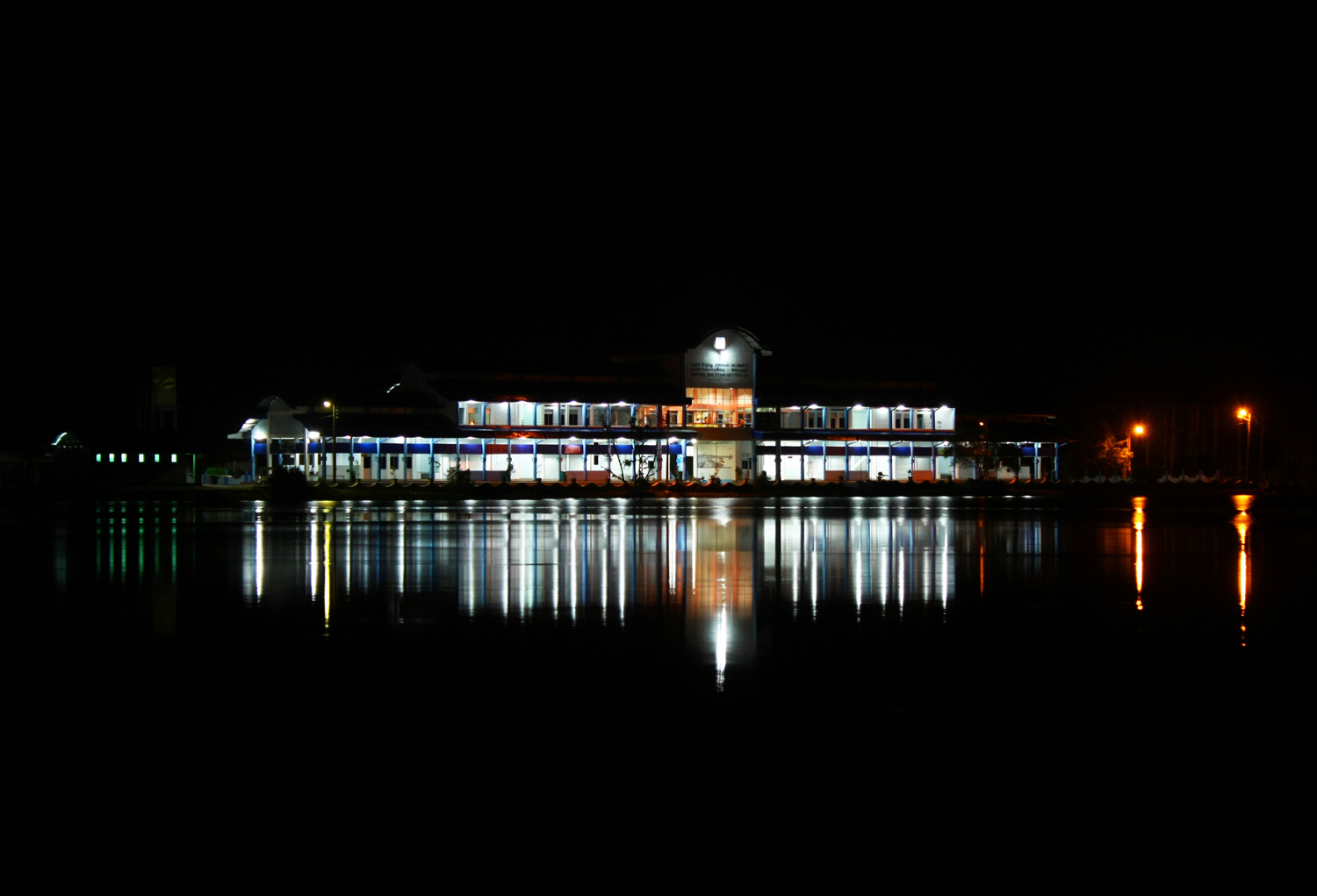
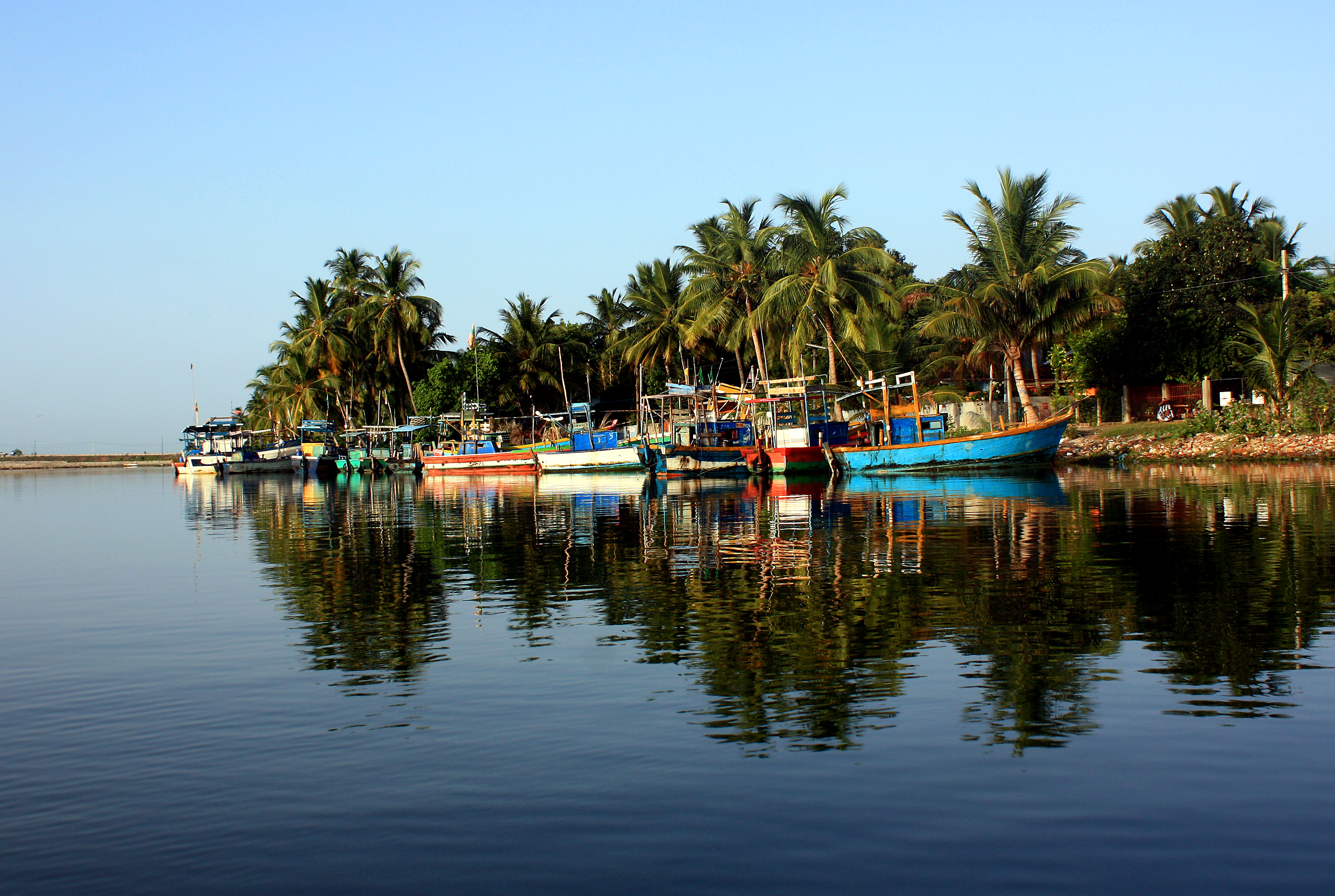
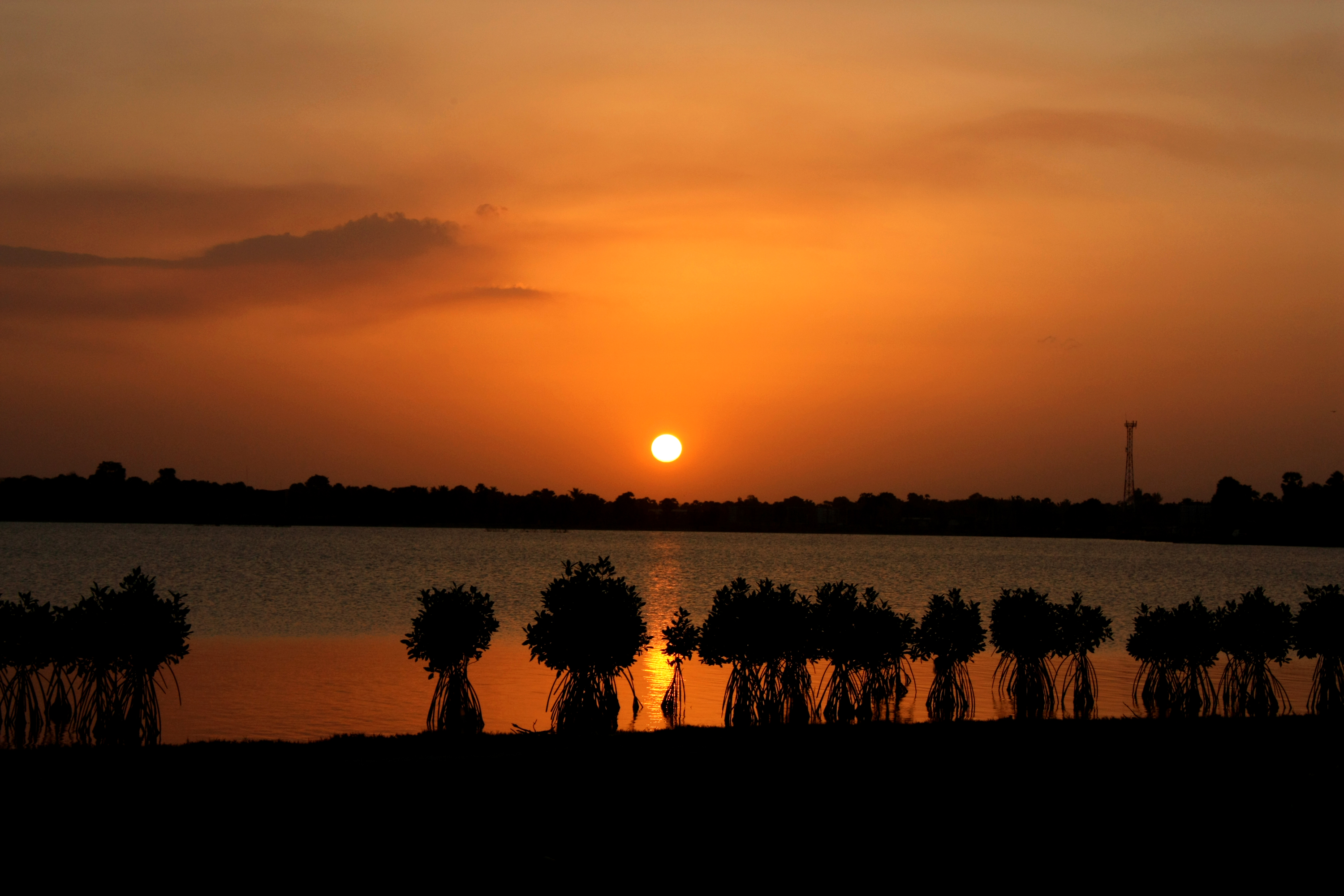
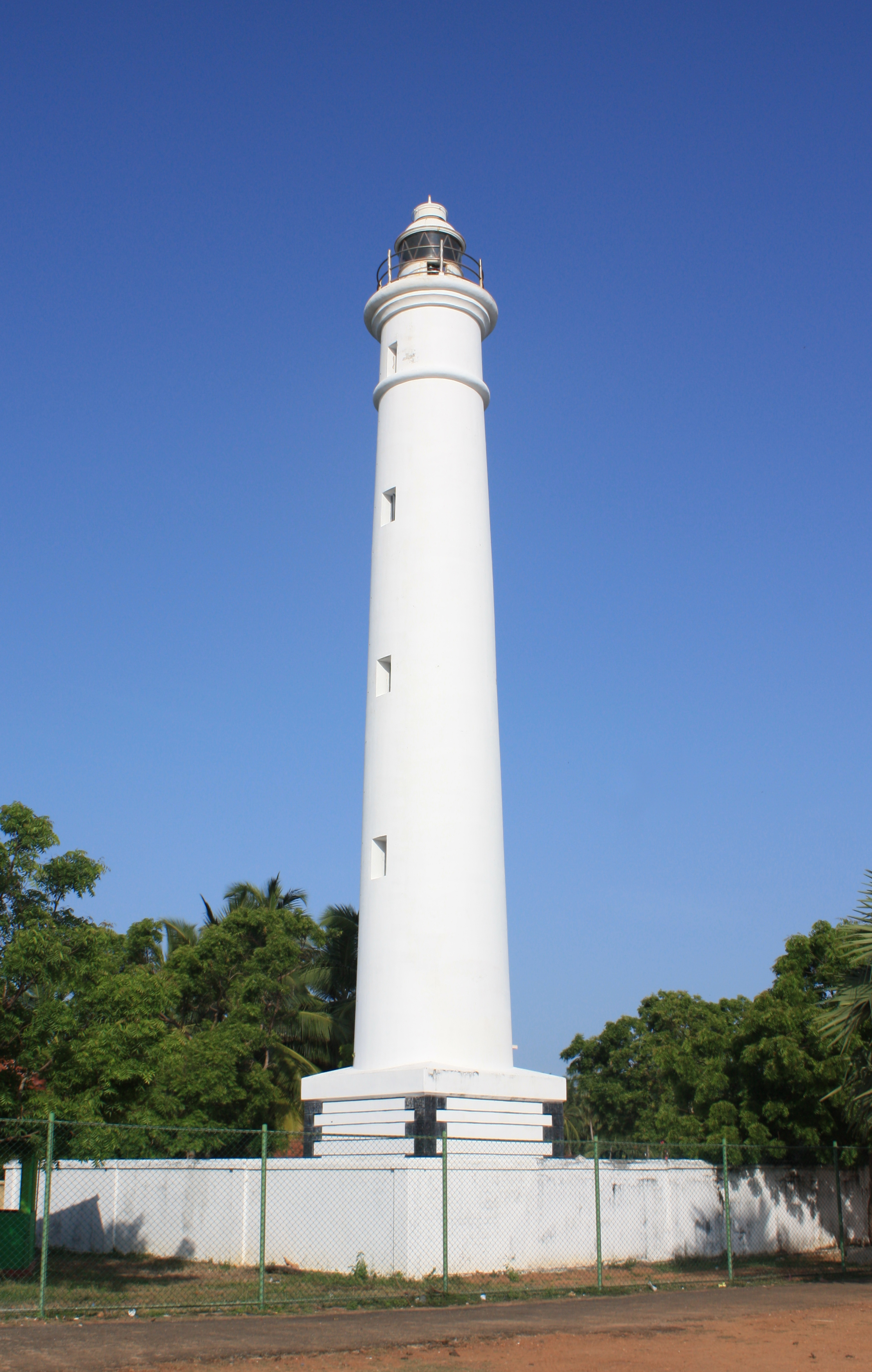